# The Trafalgar St. James London
The Trafalgar St. James London, anciennement The Trafalgar Hotel, est un hôtel de la Cité de Westminster, au centre de Londres, appartenant à London Regional Properties. C'était la première propriété sans marque de Hilton . 
Auparavant connu sous le nom de Trafalgar Hotel, il a été relancé sous le nom de Trafalgar St. James London en août 2017  après une rénovation dans laquelle le nombre de chambres a été porté à 131 . L'hôtel est un hôtel-boutique contemporain situé sur le côté sud de Trafalgar Square. Le bâtiment était autrefois utilisé par la Cunard Steamship Company .  

## Cinéma
La salle de conférence a été utilisée dans des longs métrages tels que James Bond contre Dr No et The Ipcress File. 